# La storia di Souleymane
La storia di Souleymane (L'Histoire de Souleymane) è un film del 2024 diretto da Boris Lojkine.
In seguito alla notorietà acquisita grazie al film, per cui ha vinto il premio Un Certain Regard come miglior attore al Festival di Cannes, il premio EFA per il miglior attore, il premio César per la migliore promessa maschile e il premio Lumière per il miglior attore, il protagonista Abou Sangare, la cui vicenda personale rispecchiava quella del suo personaggio e viveva in Francia da sette anni, è stato in grado di ottenere un permesso di soggiorno per un anno come lavoratore in un'officina di Amiens.

## Trama
Souleymane, un giovane immigrato guineano che lavora come rider a Parigi, è molto teso in vista del colloquio che dovrà sostenere tra 48 ore presso l'Office français de protection des réfugiés et apatrides (OFPRA), che ne vaglierà la richiesta d'asilo. Mentre pedala di domicilio in domicilio, Souleymane ripassa continuamente i punti salienti della sua storia, in cui si spaccia per un militante dell'Unione delle Forze Democratiche di Guinea perseguitato politico in patria in seguito al colpo di Stato del 2021.

## Distribuzione
Il film è stato presentato in anteprima il 19 maggio 2024 nella sezione Un Certain Regard del 77º Festival di Cannes. È stato distribuito nelle sale cinematografiche francesi da Pyramide a partire dal 9 ottobre 2024, mentre in quelle italiane da Academy Two a partire dal giorno seguente.

## Accoglienza
In Italia, il film è stato accolto in maniera molto positiva dalla critica. Il critico cinematografico Lorenzo Ciofani su Cinematografo scrive che siamo di fronte a "cinema del reale restituito attraverso una narrazione avvincente e implacabile benché non priva di qualche schematismo", mentre Giorgio Amadori su Sentieri Selvaggi descrive il film come "un’opera toccante, di stampo neorealista, in grado di risvegliarci dal torpore con cui assistiamo alle ingiustizie quotidiane subite da migliaia di giovani immigrati nei nostri paesi".

## Riconoscimenti
- 2024 – Festival di Cannes[1][12]
  - Premio della giuria Un Certain Regard
  - Miglior interpretazione Un Certain Regard ad Abou Sangare (ex aequo con Onasuya Sengupto per The Shameless)
  - Premio FIPRESCI (Un Certain Regard)
  - In concorso per il premio Un Certain Regard
- 2024 – European Film Awards[13][4]
  - Miglior attore ad Abou Sangare
  - Miglior sonoro a Marc-Olivier Brullé, Pierre Bariaud, Charlotte Butrak, Samuel Aïchoun e Rodrigo Diaz
- 2025 – Premio César[14][2]
  - Migliore attrice non protagonista a Nina Meurisse
  - Migliore sceneggiatura originale a Boris Lojkine e Delphine Agut
  - Migliore promessa maschile ad Abou Sangare
  - Candidatura per il miglior film
  - Candidatura per il miglior regista a Boris Lojkine
  - Candidatura per la migliore fotografia a Tristan Galand
  - Candidatura per il miglior montaggio a Xavier Sirven
  - Candidatura per il miglior sonoro a Marc-Olivier Brullé, Pierre Bariaud, Charlotte Butrak e Samuel Aïchoun
- 2025 – Premio Lumière[15][3]
  - Miglior attore ad Abou Sangare
  - Candidatura per il miglior film
  - Candidatura per il miglior regista a Boris Lojkine
  - Candidatura per la migliore sceneggiatura a Boris Lojkine e Delphine Agut
  - Candidatura per la migliore fotografia ad Tristan Galand